# 拉沙巴讷
拉沙巴讷（法語：La Chabanne，法語發音：[la ʃaban]）是法国阿列省的一个市镇，属于维希区。

## 地理
拉沙巴讷（46°1'18"N, 3°45'10"E）面积20 平方千米，位于法国奥弗涅-罗讷-阿尔卑斯大区阿列省，该省份为法国中部省份，北起涅夫勒省、西北接谢尔省，西南至克勒兹省，南至多姆山省，东南临卢瓦尔省，东临索恩-卢瓦尔省。
与拉沙巴讷接壤的市镇（或旧市镇、城区）包括：锡雄河畔费里耶尔、拉普吕涅、圣克莱芒、圣尼科拉代比耶夫。

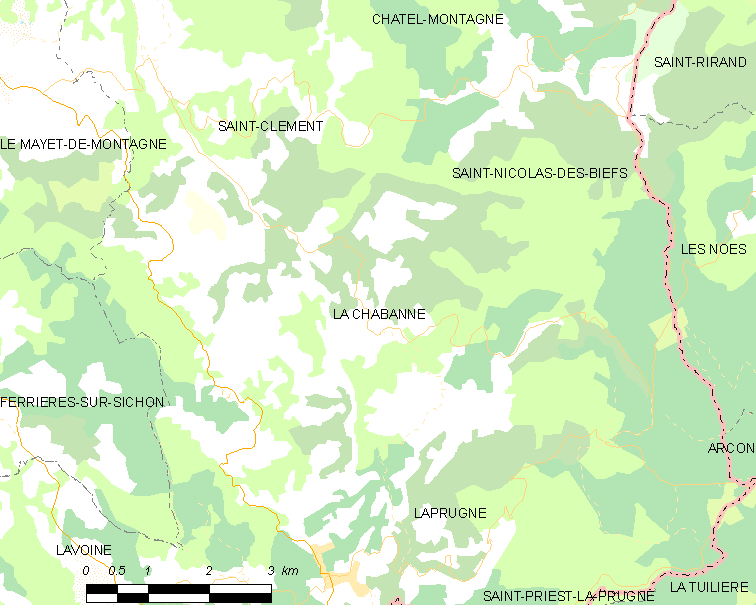
拉沙巴讷的OSM定位图

拉沙巴讷的时区为UTC+01:00、UTC+02:00（夏令时）。

## 行政
拉沙巴讷的邮政编码为03250，INSEE市镇编码为03050。

## 政治
拉沙巴讷所属的省级选区为拉帕利斯县。

## 人口

1962-2008年间拉沙巴讷人口变化图示

拉沙巴讷于2022年1月1日时的人口数量为172人。